# Brad Wilk
Bradley Joseph Wilk (Portland, Oregón, 5 de septiembre de 1968), más conocido como Brad Wilk, es el baterista de la banda Rage Against the Machine, que se separó en 2000 y volvió a reunirse en 2007, durante este periodo fue el baterista de la banda de rock Audioslave. También ha colaborado con bandas como Black Sabbath, The Last Internationale, The Smashing Pumpkins, Puscifer y Prophets of Rage. Está influenciado por el baterista de Led Zeppelin, John Bonham.

## Biografía
Creció al lado de un padre que estaba en la ruina; cuando este murió en 1994, se hizo un voto a sí mismo para no dar mucha importancia a las cosas materiales.[cita requerida]
En 1989, una banda llamada Lock Up lanzó un álbum titulado Somethin’ Bitchin’ This Way Comes por la discográfica Geffen y trajo algo de atención en su lanzamiento. El guitarrista de Lock Up, Tom Morello, estaba buscando como salir de la banda para formar una nueva, y llamó a Brad por si estaba interesado en el proyecto. Él aceptó; poco después el dúo conoció a Zack de la Rocha, un rapero y, gracias a de la Rocha, se unió Tim Commerford a la banda (un amigo de infancia de Zack). RATM había nacido.3
Luego de participar en numerosas controversias con este grupo, dentro del cual vivió en conflicto con elementos como la policía y la constante amenaza que representaba la censura por ser catalogados como perturbadores y agitadores de masas, Zack de la Rocha dejó el grupo en 2000 alegando que una etapa había concluido. Los otros miembros de la banda, luego de un año, forman una nueva banda llamada Audioslave conjuntamente con el exvocalista de Soundgarden Chris Cornell. La banda finalmente se disolvió en 2007, lo que propició que todos los miembros de Audioslave menos el cantante se volvieran a juntar con Zack de la Rocha para una reunión de Rage Against the Machine.
Actúa por primera vez como estrella principal de la película independiente Sleeping Dogs Lie con Maynard James Keenan (vocalista de Tool) y Ed Asner.
A principios de 2013 trascendió la noticia de que ocuparía el puesto de baterista en Black Sabbath en la grabación de un disco en estudio titulado 13.
Desde 2013 forma parte de la banda de rock estadounidense The Last Internationale junto al guitarrista Edgey Pires y la cantante Delila Paz.
Desde noviembre de 2014 formó parte de la gira de The Smashing Pumpkins junto a Billy Corgan, el guitarrista Jeff Schroeder y el bajista Mark Stoermer de The Killers que hasta el momento era solamente para presentación en vivo de la banda. Sin embargo, Billy Corgan anunció el 12 de junio de 2015 el reemplazo de Brad Wilk y Mark Stoermer por Robin Diaz y Katie Cole respectivamente sin explicar los motivos.
En junio de 2016 Brad se reúne junto con Tim Commerford, y Tom Morello de Rage Against the Machine, Chuck D y DJ Lord integrantes de Public Enemy, y con B-Real de Cypress Hill, y forman la banda Prophets of Rage. Lanzando en julio de 2016 el primer sencillo con el mismo nombre Prophets of Rage.
En 2020 Rage Against the Machine anuncia una nueva gira en Norteamérica, tras nueve años de inactividad. La gira fue pospuesta debido a la pandemia de COVID-19 hasta el verano de 2021.